# 张家胜 (1956年)
张家胜（1956年—2015年12月8日），山西阳城人。汉族。加入中国共产党。毕业于阳城县北留中学。

## 生平
曾任山西省晋城市阳城县皇城村党支部书记、村委会主任、皇城相府集团董事长。
张家胜荣获过“全国劳动模范”、“全国优秀党务工作者”、“全国十大杰出村官”、“全国农村十大致富带头人”、“功勋党组织书记”等荣誉称号，当选为第十一届、十二届全国人大代表。在他的带领下，皇城相府村从一个贫穷落后的小山村，发展成一个拥有总资产60亿元、员工6000余人的现代化企业集团。
2015年12月8日因车祸去世，享年59岁。